# COME ON BABY
COME ON BABY（カモンベイビー）は、日本のロックバンド。

## メンバー
高橋洋樹
ボーカル担当。
小早稲啓
ギター担当。
高田誠
キーボード担当。
石黒淳一
ベース担当。
堀江毅
ドラムス担当。LOOPUS、Minimum Rockets、T4Rなどのバンドで活動。

## 作品

### シングル
- 愛してる（1989年3月1日）
- STARING OVER（1989年5月1日）

### アルバム
- WHAT'S LOVE（1989年5月21日）
- WAY OF LIFE（1990年4月25日）

### ビデオ
- VOS増刊 1989'S 新人バンドレビュー Vol.1
- YOKOHAMA HIGH SCHOOL HOT WAVE FESTIVAL